# Massimo Castri
Massimo Castri (Cortona, 25 maggio 1943 – Firenze, 21 gennaio 2013) è stato un attore e regista italiano di teatro e cinema.

## Biografia
Debutta come attore nel 1967 al Piccolo Teatro di Milano nella messinscena di Unterdenlinden di Roberto Roversi diretta da Raffaele Majello.
Nel 1968/1970 entra a far parte della Comunità Teatrale dell'Emilia-Romagna dove lavora in spettacoli con la regia di Giancarlo Cobelli (del quale in seguito sarà regista assistente) e Roberto Guicciardini.
In quel periodo partecipa ai film I cannibali di Liliana Cavani e Sotto il segno dello scorpione dei fratelli Taviani.
Nel 1971 consegue la laurea in lettere all'Università di Genova con una tesi sul teatro politico, che venne poi pubblicata da Einaudi nel 1973.
La sua prima regia (I costruttori d'imperi di Boris Vian) risale al novembre 1972 nel Teatro Santa Chiara di Brescia. Nel 1973 mette in scena Fate tacere quell'uomo! (ricostruzione della vicenda di Arnaldo da Brescia scritta da Vasco Frati).
Dal 1974 diventa stabilmente regista della Compagnia della Loggetta di Brescia, in seguito trasformata in Centro Teatrale Bresciano (CTB).
Negli anni ottanta, con Emilia-Romagna Teatro, Castri realizza diverse regie di successo.
Nel 1990 avvia in Toscana la collaborazione con i giovani dell'Atelier della Costa Ovest per la realizzazione del "Progetto Euripide", offrendo nel medesimo giorno (29 giugno) due spettacoli diversi in luoghi diversi: Elettra a Campiglia Marittima e Oreste a Rosignano Marittimo.
Nel 1993 inizia la collaborazione con il Teatro Stabile dell'Umbria realizzando Elettra al Teatro Caio Melisso di Spoleto e Ifigenia in Tauride di Euripide. Nel 1994 diventa direttore artistico del Teatro Metastasio di Prato.
Nel 1999 dirige a Bruxelles una delle sessioni di lavoro del progetto École des Maîtres.
Negli anni 2000 e 2001 dirige il Teatro Stabile di Torino.
Nel 2004 è direttore del 36º Festival Internazionale del teatro organizzato dalla Biennale di Venezia.
Firma due regie nel 2005: Il padre di August Strindberg e Spettri di Ibsen.
Nel 2008 vince il Premio Gassman con Così è se vi pare di Luigi Pirandello.
L'ultima regia è del 2011, al Teatro Metastasio di Prato debutta con La cantatrice calva di Ionesco. Durante le prove l'aggravarsi della malattia lo costringe a casa. Determinante per l'andata in scena sarà la collaborazione di Marco Plini.
Si è dedicato anche all'insegnamento presso la Scuola d'arte drammatica Paolo Grassi di Milano e presso l'Atelier della Costa Ovest in Toscana.
È morto nel 2013 nella sua casa di Firenze, dopo una lunga malattia, all'età di 69 anni.

## Attore

### Prosa televisiva
- Il drago, regia di Paolo Giuranna e Raffaele Meloni, trasmessa dal Secondo programma il 22 febbraio 1969.

## Regia
(elenco non esaustivo)
- 1972, L'ingiustizia assoluta di Jona e Liberovici
- 1972, I costruttori d'imperi di Boris Vian
- 1972. Fate tacere quell'uomo! di Massimo Castri
- 1975, La tempesta di William Shakespeare
- 1975, Un uomo è un uomo di Bertolt Brecht
- 1976, Fantastica Visione di Giuliano Scabia
- 1976, Vestire gli ignudi di Luigi Pirandello
- 1978, La vita che ti diedi di Luigi Pirandello
- 1978, Edipo di Seneca
- 1979, Così è (se vi pare) di Luigi Pirandello
- 1980, Rosmersholm di Henrik Ibsen
- 1981, Hedda Gabler  di Henrik Ibsen
- 1983, Trachinie di Sofocle
- 1983, La ragione degli altri di Luigi Pirandello
- 1984, Il piacere dell'onestà di Luigi Pirandello
- 1985, Urfaust di Johann Wolfgang von Goethe
- 1985, Il piccolo Eyolf di Henrik Ibsen
- 1987, Il gabbiano di Anton Čechov
- 1988, La famiglia Schroffenstein di Heinrich von Kleist
- 1988, Il berretto a sonagli di Luigi Pirandello
- 1990, Le serve di Jean Genet[1]
- 1990, Oreste di Euripide
- 1991, Amoretto di Arthur Schnitzler
- 1992, I rusteghi di Carlo Goldoni
- 1992, La disputa di Marivaux
- 1993, Caterina di Heilbronn di Heinrich von Kleist
- 1993, Elettra di Euripide
- 1994, Ifigenia in Tauride di Euripide
- 1996, La trilogia della villeggiatura di Carlo Goldoni
- 1997, La ragione degli altri di Luigi Pirandello
- 1998, Orgia di Pier Paolo Pasolini
- 1999, Fede speranza carità di Ödön von Horváth
- 2000, Gl'innamorati di Carlo Goldoni
- 2001, Madame de Sade di Yukio Mishima
- 2002, John Gabriel Borkman di Henrik Ibsen
- 2003, Quando si è qualcuno di luigi Pirandello
- 2004, Spettri di Henrik Ibsen
- 2005, Il padre di August Strindberg
- 2006, Alcesti di Euripide
- 2006, Ecuba di Euripide
- 2007, Tre sorelle di Anton Čechov
- 2007, Così è (se vi pare) di Luigi Pirandello
- 2009, La presidentessa di Maurice Hennequin
- 2009, Finale di partita di Samuel Beckett
- 2009, Porcile di Pier Paolo Pasolini
- 2010, Il misantropo di Molière
- 2011, La cantatrice calva di Ionesco

## Premi e riconoscimenti
- Premio Ubu
  - 1979/80 – Miglior regia per Rosmersholm di Henrik Ibsen e Così è (se vi pare) di Luigi Pirandello
  - 1980/81 – Segnalazioni tecniche
  - 1983/84 – Miglior regia per Le Trachinie di Sofocle
  - 1986/87 – Miglior spettacolo per Il gabbiano di Anton Čechov
  - 1988/89 – Miglior regia per La famiglia Schroffenstein di Heinrich von Kleist e Il berretto a sonagli di Luigi Pirandello
  - 1991/92 – Miglior regia per I rusteghi di Carlo Goldoni
  - 1993/94 – Miglior regia per Elettra di Euripide
  - 1996/97 – Miglior regia per Il ritorno dalla villeggiatura di Carlo Goldoni e La ragione degli altri di Luigi Pirandello
  - 2001/02 – Miglior regia per John Gabriel Borkman di Henrik Ibsen
  - 2009/10 – Miglior spettacolo per Finale di partita di Samuel Beckett

- Premio Flaiano per il teatro[2]
  - 1997 – Premio per la regia per il complesso della sua opera

- Premio Gassman
  - 2008 – Miglior regia per Così è (se vi pare) di Luigi Pirandello

- Alabarda d'oro
  - 2011 – Premio miglior spettacolo per Finale di partita di Samuel Beckett